# Малая Ильинка
Ма́лая Ильи́нка — деревня в муниципальном округе Егорьевск Московской области России .

## Расположение
Деревня Малая Ильинка расположена в восточной части Егорьевского района, примерно в 28 км к юго-востоку от города Егорьевска. По восточной окраине деревни протекает река Цна. Высота над уровнем моря 114 м.

## Название
Название связано с Илья разговорной формой календарного личного имени Илия.

## История
На момент отмены крепостного права деревня принадлежала помещику Вырубову. После 1861 года деревня вошла в состав Починковской волости Егорьевского уезда. Приход находился в селе Починки.
В 1926 году деревня входила в Анохинский сельсовет Починковской волости Егорьевского уезда.
До 1994 года Малая Ильинка входила в состав Починковского сельсовета Егорьевского района, в 1994—2004 годы — Починковского сельского округа, а в 2004—2006 годы — Подрядниковского сельского округа.
Входила в состав сельского поселения Юрцовское.

## Демография
В 1885 году в деревне проживало 552 человека, в 1905 году — 679 человек (339 мужчин, 340 женщин), в 1926 году — 443 человека (195 мужчин, 248 женщин). По переписи 2002 года — 46 человек (23 мужчины, 23 женщины). Население — 58 человек (2010).
| 1859 | 1868 | 1885 | 1905 | 1926 | 2002 | 2006 |
| ---- | ---- | ---- | ---- | ---- | ---- | ---- |
| 381  | ↗420 | ↗552 | ↗679 | ↘443 | ↘46  | ↘40  |
| 2010 |      |      |      |      |      |      |
| ↗58  |      |      |      |      |      |      |